# Локомотивная тележка

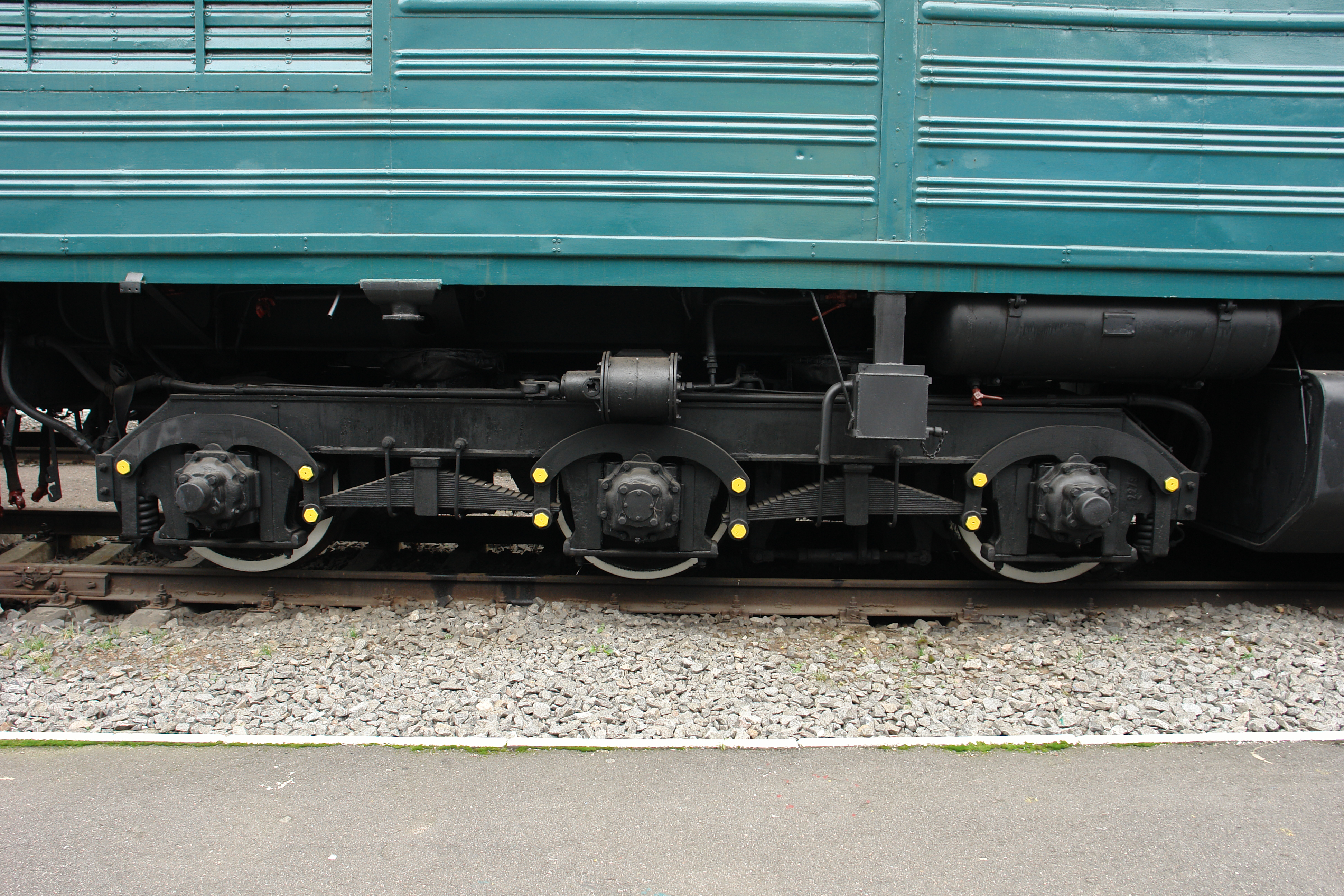
Челюстная тележка тепловоза ТЭ3

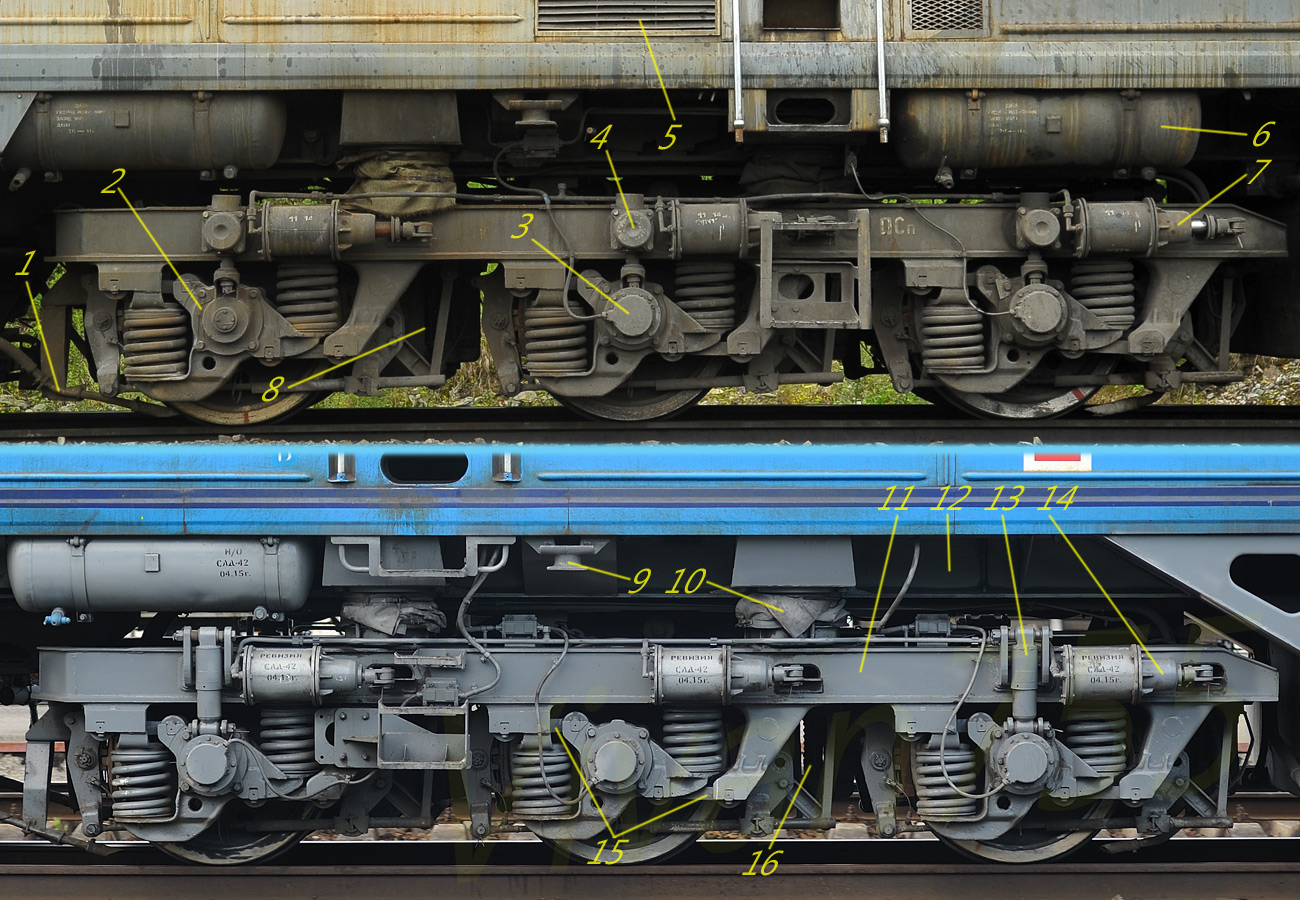
Бесчелюстные тележки тепловозов 2ТЭ116 и 2ТЭ116У

Локомотивная тележка — основной элемент экипажной части локомотива, представляющий собой поворотное устройство и служащий для передачи веса кузова локомотива на путь. Основное преимущество тележечных локомотивов перед рамными — малая жёсткая колёсная база, что улучшает вписывание локомотива в кривые.

## Устройство
Основные узлы локомотивной тележки:
- Рама
- Колёсные пары — передают вес локомотива непосредственно на рельсы
- Буксы — фиксируют колёсные пары относительно рамы
- Рессорное подвешивание — поглощает энергию вертикальных ускорений, возникающих при прохождении колёсными парами различных неровностей пути, например рельсовых стыков
- Тяговый привод — для передачи крутящего момента от первичного двигателя к колёсным парам. Не устанавливается на бегунковых и поддерживающих тележках. В зависимости от типа передачи на тележке могут устанавливаться:
  - Тяговые электродвигатели — на автономных локомотивах (тепловозы, газотурбовозы) с электрической передачей и на электровозах
- Противоразгрузочные устройства

Можно увидеть, что в целом локомотивная тележка по конструкции аналогична вагонной, но имеет и существенные отличия, обусловленные тем, что ей также приходится воспринимать и высокие продольные нагрузки.